# 池谷・関彗星 (C/1965 S1)
池谷・関彗星（いけや・せきすいせい, 英: Comet Ikeya-Seki）は、1965年9月18日未明（日本時間）に発見された彗星。アマチュア天文家でコメットハンターの池谷薫と関勉によってほぼ同時に発見された。
符号は C/1965 S1。また、当時使用されていた古い表記法では、仮符号が 1965f、確定符号は 1965 VIII である。同名の彗星に C/1967 Y1（1967n, 第二池谷・関彗星）があるが、通常「池谷・関彗星」といった場合は C/1965 S1 を指すことが多い。
関勉は高知新聞に「未知の星を求めて」というエッセイを連載していたが、連載中にこの彗星が発見され大きな話題となった。後に同名の書籍として発売されることとなるが、日本国内に多くの天文ファンを生みだした。

## 発見とその後
発見当時は台風24号が通過した直後だった。池谷薫は静岡県浜名郡舞阪町（現・浜松市）で台風の目の通過中に自作の口径 15 cm 倍率 22 倍の反射望遠鏡で、関勉は高知市で台風通過後の晴れ間を利用して自作の口径 8.8 cm 倍率 19 倍の屈折望遠鏡を用いて彗星を捜索し、うみへび座にあった池谷・関彗星をほぼ15分ほどの時間差で独立に発見した。そのときの光度は7-8等級であった。
両者からの発見電報を受けた東京天文台では、20日夜に観測を開始した。同日は雲により観測できなかったが、二人が同時に発見したのならば間違いなかろう、と各国の天文台に連絡した。この彗星の確認観測はオーストラリアのウーメラ天文台（英: Woomera Baker Observatory）で行われ、20日、「池谷・関彗星 (1965f)」と命名された。この小さな彗星がこの後世紀の大彗星へと成長したことから、2人は世界的に有名になる。
彗星の軌道をある程度正しく計算するには、数日から1週間程度の複数の観測が必要であるが、フランスのロジェ・リゴレー（仏: Roger Rigollet）は、この彗星の発見位置と運動方向から、池谷・関彗星が19世紀にいくつもの大彗星を出現させたクロイツ群に属することに即座に気付いた。その後の観測から軌道を計算したところ、この彗星は確かにクロイツ群に属するもので、10月21日に太陽表面からわずか約45万km（太陽の直径の約1/3）のところを通過し、極めて明るくなると予報された。
10月19日、NASAは池谷・関彗星を探査する目的でロケットを打ち上げた。これはジェット推進研究所とコロラド大学の学者らによって計画されたもので、走査分光器・特殊光度計などを搭載している。これによって頭部と尾の化学組成や放熱の状況を調べるという（讀賣新聞による）。
彗星の明るさは予想通りにならないことが多いが、池谷・関彗星は予想通りの光度変化をし、太陽に近づいて明るくなっていった。日本では、日本時間10月21日13時ごろの近日点通過時には、彗星が推定-17等級に達し、約60分間の間満月よりも明るくなったのが観測された。昼間の太陽のすぐ近くにもかかわらず肉眼で見えたという報告もある。また、東京天文台の乗鞍コロナ観測所では、守山史生助教授らのグループがコロナグラフを使っての写真撮影に成功した。この彗星は過去数千年で最も明るくなった部類に入るということが明らかになっており、「1965年の大彗星」とも呼ばれる。
近日点通過の直前（13時37分頃）、核が3個に分裂したのが観測され、そのうち2個（A核、B核）については近日点通過後にも長期にわたって詳しい観測がある。これらの核はあまり離れることなくほとんど同じ軌道を進んだため、肉眼や小望遠鏡では1つの彗星として観測された。ズデネク・セカニナ（英: Zdenek Sekanina）は、核が分裂したのは10月26日だと示唆されると計算で示した。
彗星は10月27日頃になって、明け方の薄明の空に2-3等級のコマと明るく長い尾を持って再び現れた。11月初旬には、コマが4等級と暗くなったが、薄明前の暗夜に細長い尾をもった姿を好条件で観測できるようになった。このときの尾の長さは、眼視で20-30度、写真では40度ほどと報告されている。当時は高度経済成長以前で、光害が進んでいなかったため夜空は暗く、また天候にも恵まれたため、日本など北半球の各地で雄大な尾を連日見ることができた。日本人が発見したということもあり、この彗星をきっかけにして天文を趣味にしたり彗星捜索を始めた日本人も多い。11月に入っても彗星は相変わらず長い尾を見せていたが、急激に光度を落とし11月10日すぎ肉眼では見えなくなった。その後も、彗星は太陽系の外部へ遠ざかりながら急速に暗くなっていき、1966年の1月上旬には10等前後まで暗くなった。最後に撮影されたのは同年2月中旬の直前である。3等級以上の明るさを保っていた期間は2週間程度だったが、最も美しい姿を見ることができたのは10月末と11月初旬の数日間であった。

## 性質

X/1106 C1、池谷・関彗星などクロイツ群の分裂過程

### クロイツ群として
先に述べたように、池谷・関彗星は太陽の表面を掠めるような軌道をとるクロイツ群の彗星の一つであることが分かっている。クロイツ群は、過去に太陽に大接近した1個の巨大彗星が分裂し、さらにそれらが繰り返し太陽に近づいて分裂を繰り返して生じたものだと考えられている。近年、人工衛星SOHO のコロナグラフ画像からは、10年間に1000個ほどのクロイツ群彗星が見つかっているが、地上から観測されるような大きなものは見つかっていない。池谷・関彗星は1106年に太陽に接近した大彗星(X/1106 C1)が分裂して生じたと考えられており、このときに分裂した別の破片のうちのひとつが19世紀を代表する大彗星のひとつである『1882年の大彗星』(C/1882 R1)であると考えられている。

### その他
- カリフォルニア大学のジョージ・フレストン博士はリック天文台の120インチ反射望遠鏡を使用してスペクトル分析を行い、池谷・関彗星は極めと高温で鉄・ニッケル・クロム・銅・カルシウムなどを含むと発表（読売新聞による）[14]。

## 池谷・関彗星を題材とした作品

### ラジオドラマ「コメット・イケヤ」
寺山修司は、池谷・関彗星発見の報にインスパイアされ、自身の脚本によるラジオドラマ「コメット・イケヤ」を制作した。この作品には彗星発見者の池谷自身も声で出演し、1966年8月31日にNHK東京の「FM名作劇場」にてステレオ放送された。「コメット・イケヤ」は同年度のイタリア賞ラジオドラマ部門でグランプリを受賞し、のちに世界6か国で放送された。
- タイトル：立体放送劇「コメット・イケヤ」
- 脚本：寺山修司
- 作曲・音楽構成：湯浅譲二
- 演出：佐々木昭一郎
- 声の出演者：岡田恭子、若村彰、池谷薫、彼岸喜美子、観世寿夫、観世栄夫、観世静夫[注釈 5]

### 楽曲「Ikeya-Seki」
1965年10月25日、キューバのハバナ在住の作曲家、ホセ・カレヨ(Jose M. Caréyo)が「Ikeya-Seki」という楽曲を即興で書いた。そして2008年、毎日放送の番組『地球感動配達人 走れ!ポストマン』にて関がカレヨの捜索を依頼。カレヨは2004年に死去していたが、関はカレヨへの御礼を込め、自らが1992年10月21日に発見した小惑星にCareyoと名付けた。